# Pristimantis nyctophylax
Pristimantis nyctophylax es una especie de anfibio anuro de la familia Craugastoridae.

## Distribución
Esta especie es endémica de la vertiente occidental de la Cordillera Occidental en Ecuador. Habita en las provincias de Pichincha y Cotopaxi entre los 1140 y 2100 m de altitud.

## Descripción
Los machos miden de 21.9 a 31.4 mm y las hembras de 32.1 a 37.8 mm.

## Publicación original
- Lynch, 1976 : New species of frogs (Leptodactylidae: Eleutherodactylus) from the Pacific versant of Ecuador. Occasional papers of the Museum of Natural History, the University of Kansas, n.º 55, p. 1-33[5]